# 布达佩斯安全保障备忘录
《布达佩斯安全保障备忘录》是1994年12月5日在匈牙利首都布达佩斯举行的欧安组织会议上签署的三项基本相同的政治协议，旨在为白俄罗斯、哈萨克斯坦和乌克兰加入《不扩散核武器条约》（NPT）提供安全保证。这三份备忘录最初由三个核大国签署：俄罗斯、美国和英国。中华人民共和国和法国在单独的文件中给出了相对较弱的保证。
备忘录是在布达佩斯会议中心的与美国大使唐纳德·迈尔·布林肯等人签署的，禁止俄罗斯、美国和英国对乌克兰、白俄罗斯和哈萨克斯坦使用武力或威胁使用武力，“除非出于自卫或符合《联合国宪章》”。由于其协议和备忘录，1993年至1996年期间，白俄罗斯、哈萨克斯坦和乌克兰放弃了核武器。

## 協約內容
由於蘇聯在烏克蘭遺下大量核武器，使烏克蘭一度成為第三大擁有核武的國家。為解決烏克蘭、白俄罗斯和哈萨克斯坦在蘇聯解體後獨立以來，前蘇聯遺留下來的核武器問題。烏克蘭、白俄罗斯和哈萨克斯坦於1994年簽署不扩散核武器条约並移交核武器給俄罗斯。
根據備忘錄，俄羅斯、美國和英國確實承認烏克蘭、白俄羅斯、哈薩克斯坦成為《不扩散核武器条约》的締約國，並將其核武庫存有效地轉讓給俄羅斯，並同意以下規範：（以乌克兰为例，关于白俄罗斯和哈萨克斯坦备忘录有类似表述）
1. 俄羅斯聯邦、英國和美國重申它們對烏克蘭的承諾，根據歐洲安全與合作會議最後文件的原則，尊重烏克蘭的獨立烏克蘭的主權和現有邊界。[7]
2. 俄羅斯聯邦、英國和美國重申它們有義務不對烏克蘭的領土完整使用武力或進行武力威脅。除了自衛或根據《联合国宪章》規定的其他用途外，不得對烏克蘭使用任何武器。
3. 根據歐洲安全與合作會議最後文件的原則，俄、美、英等三國不得採取經濟脅迫逼迫烏克蘭服從他國，從而獲得任何形式的利益。
4. 如果烏克蘭成為“可能被使用核武器與侵略行為的受害者、或受到他國侵略威脅的對象”，联合国安全理事会應採取行動並向烏克蘭提供援助。
5. 俄羅斯、英國、美國承諾不對身為《不扩散核武器条约》國的烏克蘭使用核武器。
6. 如果出現對這些承諾提出質疑的情況，烏克蘭、俄羅斯聯邦、英國和美利堅合眾國將進行協商。

本備忘錄一經簽署即適用。協議一式四頁，以烏克蘭語、英語和俄語簽署，具有同等效力。
簽名者：
- 烏克蘭總統：列昂尼德·库奇马
- 俄羅斯聯邦總統：鲍里斯·叶利钦
- 英國首相：约翰·梅杰
- 美國總統：比尔·克林顿

## 历史
在乌克兰放弃领土上的苏联核武器之前，乌克兰拥有世界第三大核武器储备，其中乌克兰有实际的核武器储备，但没有有效的控制权。俄罗斯通过电子链接以及指挥控制系统可操作核武器所需的代码，但这不能充分保证乌克兰无法进入，由于可以手动更换，乌克兰可以获得对核武器的全面操作控制权。在形式上，这些武器由独立国家联合体控制。白俄罗斯只有移动导弹发射器，而哈萨克斯坦选择迅速将其核弹头和导弹交给俄罗斯。乌克兰对于放弃核武经历了一段时间的内部辩论。

### 簽訂經過
1992年5月23日，俄罗斯、美国、白俄罗斯、哈萨克斯坦和乌克兰签署了《第一阶段削减战略武器条约里斯本议定书》，随后批准了条约。议定书承诺白俄罗斯、哈萨克斯坦和乌克兰尽快作为无核武器国家加入《不扩散核武器条约》。然而，转让核弹头的条款并未达成一致，一些乌克兰官员开始讨论保留一些乌克兰制造的RT-23(SS-24)导弹和苏联制造的核弹头的可能性。
1993年，乌克兰的两个团的UR-100N（S-19）导弹被撤回储存，因为弹头已经过了使用寿命，乌克兰领导人意识到，乌克兰不可能成为可靠核军事力量，因为不能维护弹头和确保长期的核安全。1993年末，乌克兰和俄罗斯签署了一系列双边协议，乌克兰放弃对核武器和黑海舰队的主权要求，以免除25亿美元的天然气和石油债务，以及未来为其核反应堆提供燃料。乌克兰同意立即批准《第一阶段削减战略武器条约》和《不扩散核武器条约》。这引起了公众的严厉批评，导致乌克兰国防部长康斯坦丁·莫罗佐夫辞职。1993年11月18日，乌克兰最高拉达通过一项决议，同意第一阶段削减战略武器条约，但放弃《里斯本议定书》，建议乌克兰只退役其领土上36%的导弹发射器和42%的核弹头，并要求对1992年撤除的战术核武器进行经济赔偿。这引起了美国的外交恐慌，第二天乌克兰总统列昂尼德·克拉夫丘克说: “我们必须消除(这些核武器)。这是我的观点，我从来没有也不会偏离这个观点。”然后他向拉达提出了一项新的建议。
1993年12月15日，美国副总统阿尔·戈尔访问莫斯科进行会晤。会谈结束后，包括美国国防部副部长威廉·佩里在内的美国和俄罗斯代表团飞往乌克兰，就三方协议的框架达成一致，其中包括美国协助拆除乌克兰核设施，以及为核弹头中的铀提供补偿。与会者应邀于1月3日至4日前往华盛顿敲定协议。根据先前商定的条件，商定了附有详细附件的三边声明，但附有详细的财务安排，并坚决承诺早日开始向俄罗斯转让至少200枚弹头，并在俄罗斯为乌克兰生产核反应堆燃料。弹头将在10个月内从所有RT-23(SS-24)上拆除。然而，乌克兰不希望出于国内政治原因公开承诺在1996年6月1日之前转让所有弹头，俄罗斯也不希望公开对铀的经济补偿，因为它们担心白俄罗斯和哈萨克斯坦也会要求这样做。两个问题被排除在公开协议外，只允许在内部公开。
對於烏克蘭希望以不擴散為交換條件獲得的安全保障，美國國務院律師作出“security guarantee”與“security assurance”的區分。前者指簽約的有核國使用軍事力量協助遭受侵略、攻擊的無核國，正如北约的《北大西洋公约》第5条。後者儘指簽約的有核國不侵犯無核國的領土完整。最后，谈判记录中的一份声明指，此備忘錄、協議中的「安全保障」均指較弱意義的“assurance”而非“guarantee”。
比爾·柯林頓在前往莫斯科签署《三方声明》的途中曾在基辅停留，结果发现乌克兰正在重新考虑是否签署该声明。克林顿对克拉夫丘克说，如果不签署协议，美国和乌克兰的关系将面临重大损害的风险。三国总统于1994年1月14日在莫斯科面对媒体签署了三方声明。

### 布达佩斯备忘录

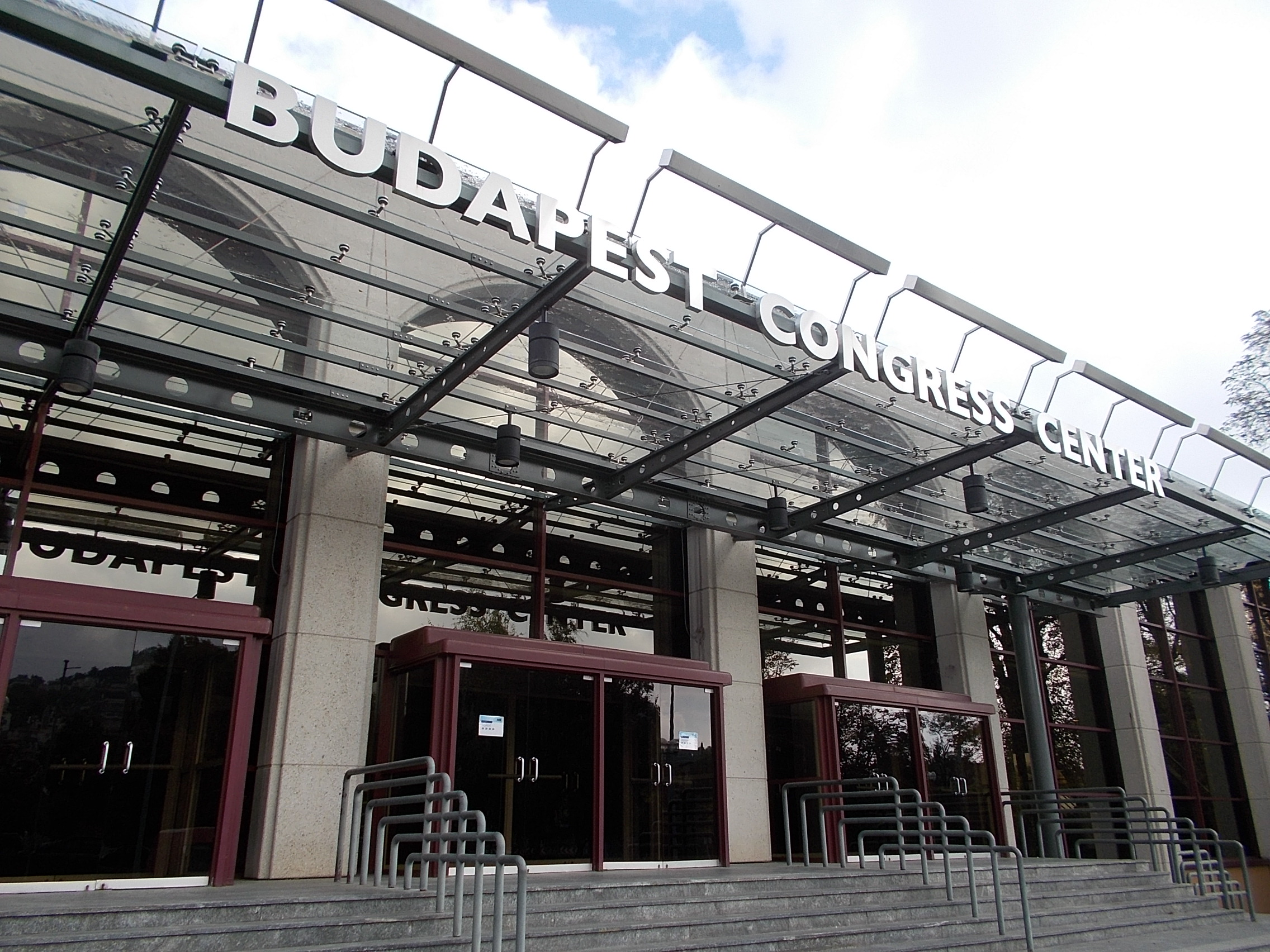
1994年12月5日，七国领导人聚集在布达佩斯会议中心签署了三份文件，这里显示的是2015年10月的一张照片

备忘录实际上是1994年12月5日前苏联国家白俄罗斯，乌克兰和哈萨克斯坦领导人与担保国美国、英国和俄罗斯分别签署的三份文件。

### 后续
在达成协议后，美国利用纳恩-卢格合作减少的威胁项目提供了3亿美元的财政援助，并在销毁核武器和运载系统方面提供了技术援助，直到2008年才完全结束。1994年，美国对乌克兰的其它经济援助也翻了一倍，达到3.1亿美元。
2009年，俄罗斯和美国发表了一份联合声明，称在《第一阶段削减战略武器条约》到期后，该备忘录的安全保证仍将得到遵守。

#### 2013年对白俄罗斯的制裁
2013年，白俄罗斯批评美国的制裁违反了《备忘录》第3条。美国政府回应称，制裁的目标是打击侵犯人权和白俄罗斯政府的非法活动，而不是白俄罗斯人民。

#### 2014年俄罗斯吞并克里米亚
2014年2月，俄罗斯军队占领并封锁了克里米亚的机场和战略要地。这些部队隶属于驻扎在克里米亚的俄罗斯黑海舰队，使俄罗斯违反了布达佩斯备忘录。俄罗斯外交部起初否认黑海舰队在克里米亚的行动，入侵部队被称为“小绿人”。然而，在完全占领克里米亚之后，俄罗斯承认了行动，但声称是在两国之间的各种协议范围内的行动。作为回应，俄罗斯举行了一场“公投”，讨论克里米亚是否应该加入俄罗斯。公投前，俄军封锁了所有反对派媒体，并镇压支持乌克兰的集会。因此，克里米亚议会宣布根据《克里米亚自治共和国》法律就克里米亚的未来举行全民公决。3月16日举行了全民投票，3月17日克里米亚宣布独立，3月21日并入俄罗斯。乌克兰抗议俄罗斯的行动违反了《布达佩斯备忘录》第1条。
在俄罗斯吞并克里米亚后，加拿大、法国、德国、意大利、日本、英国、美国表示，俄罗斯的行动违反了布达佩斯备忘录义务，侵犯了乌克兰的主权和领土完整。3月1日，乌克兰最高拉达根据1994年《关于乌克兰加入不扩散核武器条约的安全保证的布达佩斯备忘录》向保证国发表讲话。
3月4日，俄罗斯总统弗拉基米尔·普京在回答有关违反《布达佩斯备忘录》的问题时，将目前的乌克兰局势描述为一场革命: “一个新的国家诞生了，但是对于这个国家，我们没有签署任何强制性文件。”俄罗斯表示，它从未有义务“强迫乌克兰任何平民违背自己的意愿留在乌克兰”，俄罗斯暗示美国违反了《布达佩斯备忘录》，并将“乌克兰广场起义”描述为美国煽动的政变。

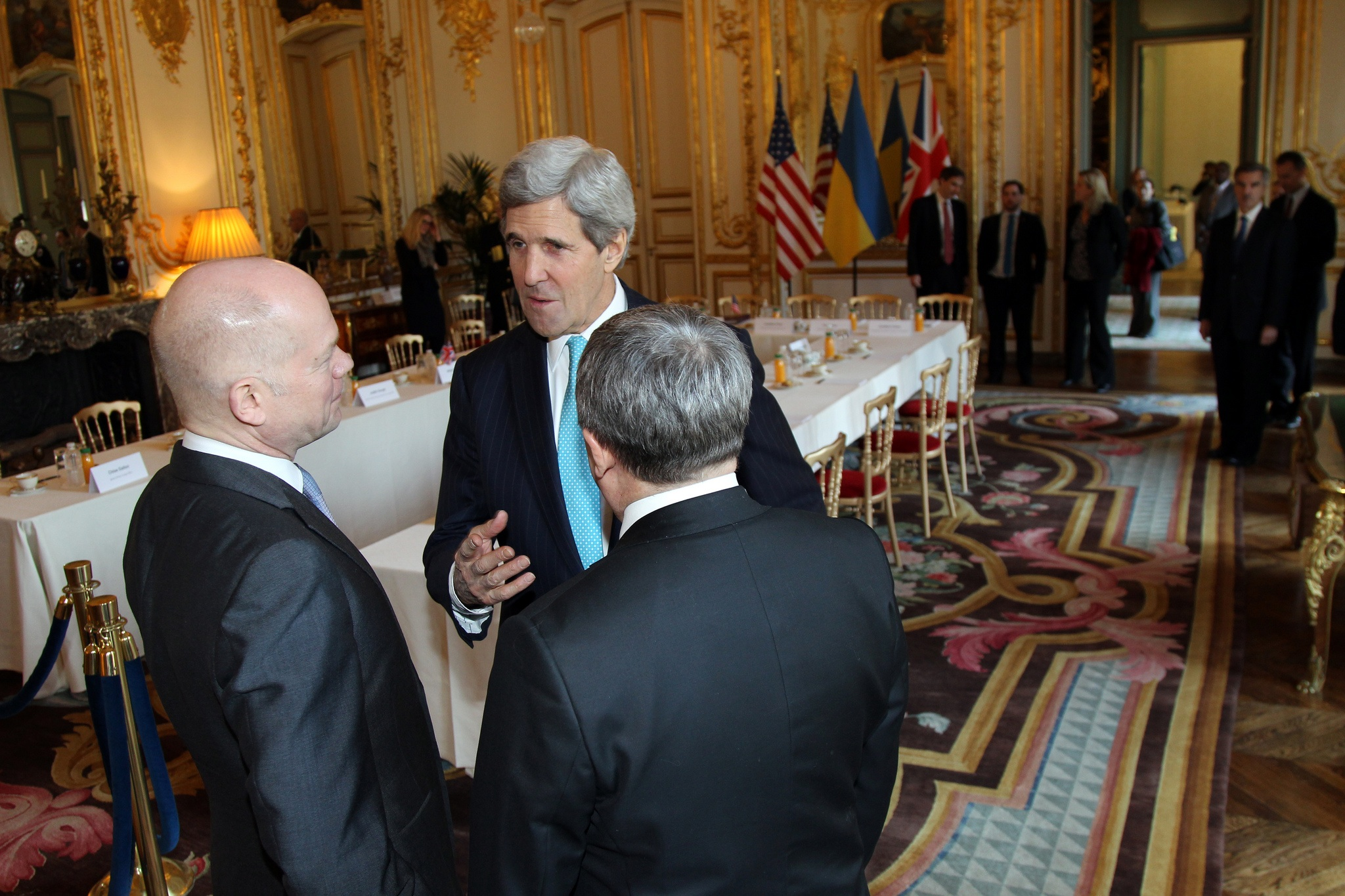
2014年3月5日，美国国务卿约翰·克里在法国巴黎主持乌克兰危机布达佩斯备忘录部长级会议后，与英国外交大臣威廉·黑格和乌克兰外交部长安德烈·杰希察进行了会谈。

3月24日，加拿大总理斯蒂芬·哈珀在2014年核安全峰会期间带领七国集团伙伴召开了一次特别会议，由于俄罗斯违反了《布达佩斯备忘录》，俄罗斯被暂停八国集团成员部分资格。他表示，乌克兰“在俄罗斯明确保证其领土完整的基础上”放弃了核武器。俄罗斯违背了这一保证，为其它国家提供了一个理由，仅仅不满所提供的理由，就可以把自己武装到牙齿。”哈珀还表示支持乌克兰，将与乌克兰新政府合作，达成一项自由贸易协定。
2016年2月，俄罗斯外长谢尔盖·拉夫罗夫声称，“俄罗斯从未违反布达佩斯备忘录。它只包含一项义务，不用核武器攻击乌克兰。”但加拿大记者迈克尔·科尔本指出，“布达佩斯备忘录实际上有六项义务，第一项是‘尊重乌克兰的独立、主权和边界’”。科尔伯恩还指出，在俄罗斯驻英国大使馆的Twitter账户上播放的拉夫罗夫的声明“提供了一个链接，链接包括布达佩斯备忘录全部六项义务，其中包括俄罗斯明显违反的义务——所有人都可以看到。”曾参与起草《布达佩斯备忘录》的美国外交官史蒂文·皮弗后来评论道，“俄罗斯外交的谎言和对国际舆论的蔑视，是因为外交部长说了一些可以用不到30秒的谷歌事实核查来证明是错误的东西?”俄罗斯辩称，美国违反了协议的第三条，对亚努科维奇政府实施并威胁进一步的制裁。
2016年4月20日，乌克兰成立了临时被占领土重返社会部，负责管理2014年受俄罗斯军事干预影响的顿涅茨克、卢甘斯克和克里米亚的被占领地区。

#### 刻赤海峡事件
2018年11月25日，俄罗斯联邦安全局海岸警卫队射击并俘虏了3艘乌克兰海军船只，这些船只试图在前往马里乌波尔的途中从黑海经刻赤海峡过境进入亚速海。2018年11月27日，乌克兰外交部呼吁《布达佩斯备忘录》签署国进行紧急磋商，以确保全面履行备忘录的承诺，并立即停止俄罗斯对乌克兰的侵略。

#### 2022年俄罗斯入侵乌克兰
2008年和2011年，普京表示，无论是将克里米亚移交给乌克兰，还是叶利钦签署的《布达佩斯安全保障备忘录》，都不对俄罗斯具有约束力。2014年，普京声称广场革命和政权更迭从将乌克兰变成了一个新政权，俄罗斯没有参与其中，并允许2014年入侵顿巴斯。
乌克兰总统弗拉基米尔·泽连斯基公开对布达佩斯备忘录发表评论，称由于俄罗斯，备忘录没有提供真正的安全保障。2022年2月19日，泽连斯基在慕尼黑安全会议上说: “自2014年以来，乌克兰三次尝试与《布达佩斯安全保障备忘录》的保证国（美国和英国）举行磋商，三次都没成功，今天乌克兰将第四次这样做。如果这种情况不再发生，或者结果不能保证我国的安全，乌克兰完全有权利相信备忘录不起作用。”普京将泽连斯基的言论理解为乌克兰可能发展核武器，批评人士对普京的说法提出了质疑。2022年3月，《对话》称: “俄罗斯今天入侵乌克兰是一种更为严重的违反行为，实际上掩盖了俄罗斯在备忘录中的保证。”

## 分析
根据该协议，俄罗斯向乌克兰提供安全保证，承诺不进攻也不威胁进攻。其它签署国(美国、英国和法国)承诺向乌克兰提供非军事支持，以换取乌克兰遵守不扩散核武器条约。备忘录将乌克兰已经从欧洲安全与合作会议最后文件、《联合国宪章》和《不扩散核武器条约》中的一系列保证绑定在一起。
备忘录是根据政治谈判达成的，但尚不完全清楚该文书是否完全没有法律规定。它提到了保证，但它并没有对各方施加军事援助的法律义务。根据国际关系学教授斯蒂芬·麦克法兰的说法，“如果签署国采取行动，它会给它们一个理由，但它不会强迫任何国家在乌克兰采取行动。”在美国，无论是乔治·沃克·布什政府还是比尔·克林顿政府都不准备对乌克兰做出军事承诺，而且他们不相信美国参议院会批准一项国际条约，因此该备忘录的条款较为有限。备忘录规定，“如果出现有关备忘录中所列承诺的问题”，各方必须进行协商。无论备忘录是否规定了法律义务，乌克兰自2014年初以来遇到的困难可能会使人们对以核不扩散承诺作为交换条件未来安全保证的可信度产生怀疑。但美国公开声称“该备忘录不具有法律约束力”，称之为“政治承诺”。
乌克兰国际法学者亚历山大·扎多罗日尼等人认为，该备忘录是一项国际条约，因为它符合1969年维也纳条约法公约确定的国际条约标准，是“国家间以书面形式缔结并受国际法管辖的国际协定”。
中华人民共和国和法国在不同的文件中对乌克兰作出了安全保证。中华人民共和国政府1994年12月4日的声明没有要求在出现问题时进行强制性协商，而只是要求进行“公平协商”。法国1994年12月5日的声明没有提到协商。
直到2014年俄罗斯在乌克兰进行军事占领，乌克兰核裁军一直是核不扩散的典范。自俄罗斯入侵乌克兰以来，乌克兰放弃核武器的明智性受到了质疑。美国前总统比尔·克林顿也对此提出了质疑。